# Lac de Joux
Lac de Joux je jezero ve Švýcarsku. Nachází se ve vysoko položeném údolí Vallée de Joux v nadmořské výšce 1004 metrů v pohoří Vaudský Jura a je největším jezerem v pohoří Jura.

## Geografie

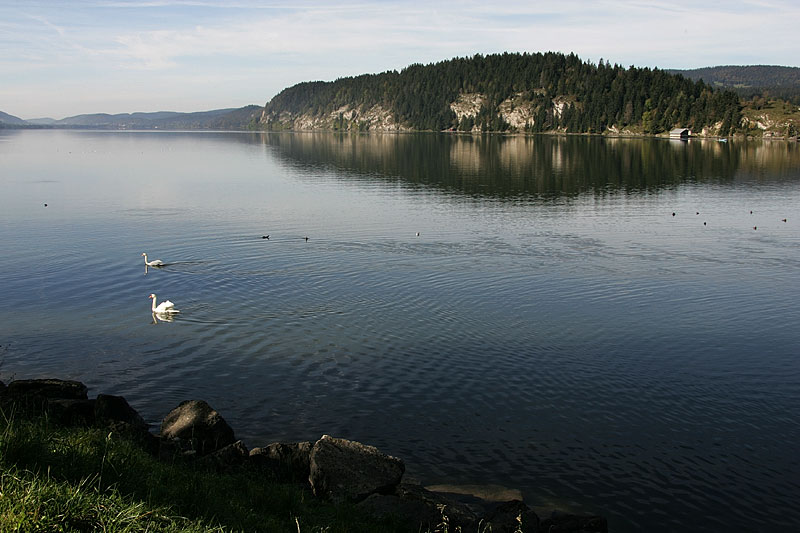
Pohled na jezero od Le Pont

Jezero, které je v průměru asi 9 km dlouhé a 1 km široké, se táhne od jihozápadu k severovýchodu a zabírá spodní část údolí Vallée de Joux. Leží v prohlubni mezi jurskými masivy Mont-Tendre na jihovýchodě a Risoux na severozápadě. Na severovýchodě ji ukončuje masiv Dent de Vaulion. Lac de Joux je napájeno řekou Orbe, která teče na jihozápadě. U obce L’Abbaye se do jezera vlévá řeka Lionne. Jinak se do jezera vlévá pouze několik říček ze svahů masivu Mont-Tendre. Severně od jezera Lac de Joux, za 200 metrů širokým pozemním mostem Le Pont, leží jezero Lac Brenet, které je o 2 m níže. Ačkoli je jezero Lac de Joux s tímto jezerem spojeno malou vodní plochou, odvádí pouze zlomek vody přitékající z Orbe. Zbytek přebytečné vody z Lac de Joux se vsakuje do vápencového podloží dna jezera a znovu se objevuje až ve Vallorbských jeskyních (Source de l’Orbe) poblíž obce Vallorbe.
Jihovýchodní břeh Lac de Joux je poměrně mělký a v blízkosti ústí Orbe se nachází rozsáhlá bažina. Na severozápadě je jezero po celé délce lemováno tvrdým skalnatým žebrem Le Revers, proto je zde břeh velmi strmý, až 80 metrů vysoký a místy skalnatý a neprůchodný. Na jihovýchodním břehu se nachází vesnice L’Abbaye a dlouhé vesnice Vers-chez-Grosjean a Les Bioux, na severovýchodním břehu pak vesnice Le Pont, které všechny patří k politické obci L’Abbaye.

## Klima
Protože jezero leží ve zcela uzavřeném, vysoko položeném údolí, v němž se v zimě za příznivých klimatických podmínek hromadí jezero studeného vzduchu, většinu zimy stále zcela zamrzá. Na velké ploše je pak možné bruslit.

## Využití

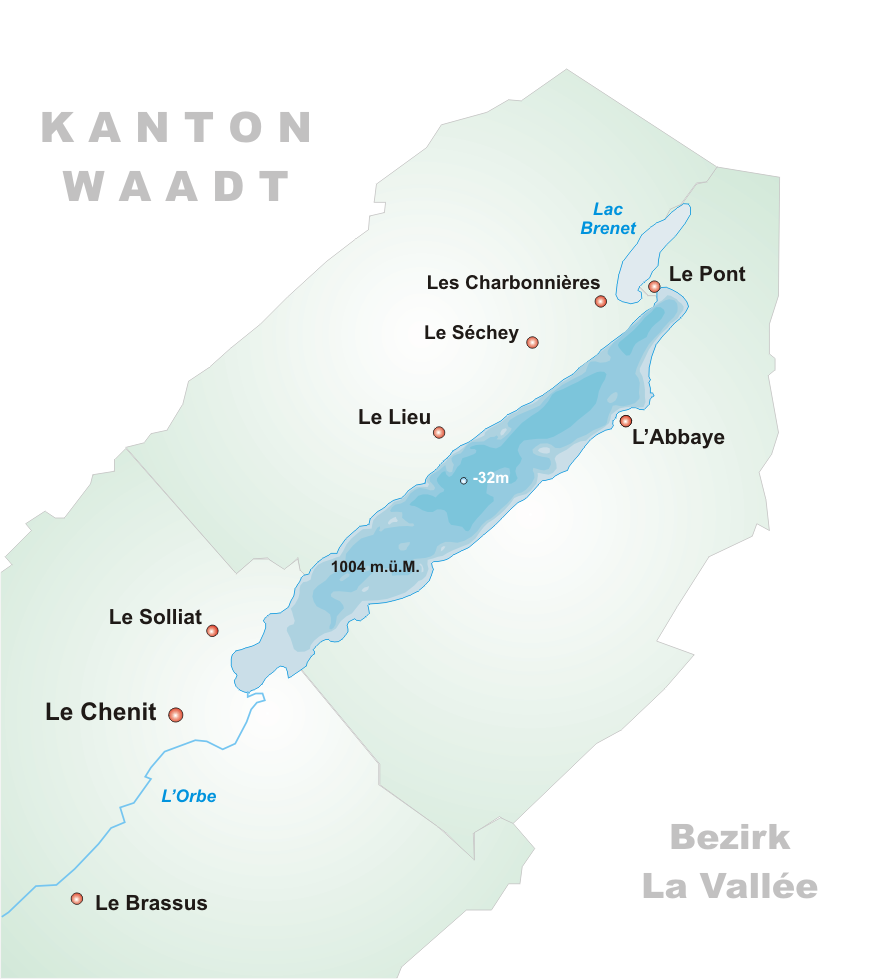
Mapa jezera

V minulosti se na zamrzlém jezeře v zimě vyráběl led, který se v letních měsících vyvážel především do Francie, ale také do Německa. Odběrateli byly především nemocnice, pivovary a hostince.
V letních měsících (červen-září) funguje na jezeře Lac de Joux pravidelná lodní doprava provozovaná společností Navigation sur le lac de Joux, která spojuje Le Pont a Le Rocheray.
Souběžně se severním břehem vede železniční trať Pont–Brassus (PBr).

## Osídlení pobřeží

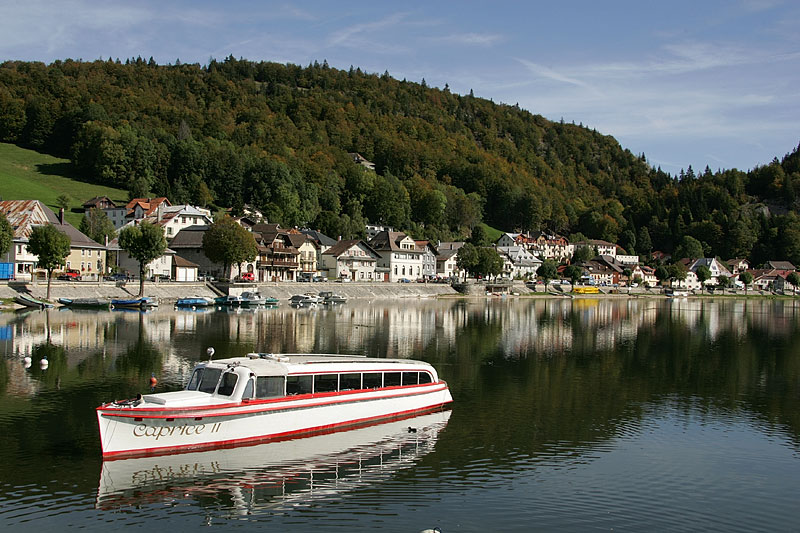
Le Pont

Podél více než 20 kilometrů dlouhého pobřeží jezera se nachází několik vesnic, které jsou sdruženy do tří politických obcí:
- L’Abbaye
- Le Chenit
- Le Lieu